# Sem (Tønsberg)
Sem este o localitate din comuna Tønsberg și Stokke, provincia Vestfold, Norvegia, cu o suprafață de 1,97 km² și o populație de 2.397 locuitori (2013).